# 伊万诺夫斯卡亚利西察农村居民点
伊万诺夫斯卡亚利西察农村居民点（俄语：Ивано-Лисичанское сельское поселение）是俄罗斯联邦别尔哥罗德州格赖沃龙区所属的一个农村居民点。其下辖有4个居民点，行政中心为伊万诺夫斯卡亚利西察。据2016年统计，该农村居民点的人口为1698人。